# سمك كاليلوس الأبيض
سمك كاليلوس الأبيض هو نوع من جنس السمك الأبيض يعيش في المياه العذبة وينتمي إلى فصيلة الشبوطيات. النوع ليس معروفاً من أي بلدٍ في العالم عدى سوريا (نوع متوطّنٌ بها)، حيث يقطن نهراً ساحلياً صغيراً يسمَّى نهر الحويز يقع على سفوح جبال الساحل السوري الغربية. ولا توجد أيّ تهديداتٍ معروفةٌ على وجه التحديد تُحدِق به، لكن بالنّظر إلى احتمالية تهدّده بتلوث المياه وعدم تواجده إلا في منطقةٍ واحدةٍ بالعالم فإنّ الاتحاد العالمي للحفاظ على الطبيعة يُصنِّفه كنوع غير مُحصَّن.